# Bryaceae
Bryaceae es una familia de musgos perteneciente al orden Bryales.
Según The Plant List comprende 43 géneros con 3,768 especies descritas y de estas, solo 2108 aceptadas.

## Taxonomía
La familia fue descrita por Christian Friedrich Schwägrichen y publicado en Species Muscorum Frondosorum 47. 1830. El género tipo es: Bryum.

## Géneros
| - Acidodontium - Anisostichium - Anomobryopsis - Anomobryum - Apalodium - Apiocarpa - Argyrobryum - Brachymenium - Bryum - Cladodium - Epipterygium - Erpodiopsis - Gemmabryum - Haplodontium - Hemisynapsium - Imbribryum - Lamprophyllum - Leptobryum - Leptochlaena - Leptostomopsis - Leptostomum - Microphilonotis | - Mielichhoferia - Mniobryoides - Mniobryum - Ochiobryum - Orthodontium - Orthodontopsis - Peromnion - Perssonia - Plagiobryoides - Plagiobryum - Pohlia - Pseudopohlia - Ptychostomum - Rhodobryum - Roellia - Rosulabryum - Schizymenium - Stableria - Synthetodontium - Webera - Zieria |